# Estació de Toralles
L'Estació de Toralles és una obra eclèctica de Sant Joan de les Abadesses (Ripollès) inclosa a l'Inventari del Patrimoni Arquitectònic de Catalunya. L'abril de 2012 l'ajuntament va expropiar l'edifici, amb l'ànim d'integrar-la com un nou equipament històric-cultural amb un hotel per donar a conèixer l'important patrimoni miner i el passat ferroviari de la zona.

## Descripció
Antiga estació terminal del ferrocarril que unia des del 1880 Granollers amb Ripoll i Sant Joan de les Abadesses, situada a tocar de la carretera d'Ogassa. Es va inaugurar el 20 de juny de 1880 amb la presència de tot un ministre espanyol de Foment, Fermín Lasala. Fins al 1967 tenia un paper important en el transport del carbó de les mines de Surroca a Ogassa. La línia va romandre activa tot just un segle, quan el 1980 el servei ferroviari per a passatgers va ser reemplaçat per autocars.
Actualment desmantellat en aquest darrer tram. És un edifici de planta rectangular, de planta baixa i pis i coberta a dues aigües. A prop d'ell hi havia un cobert a dues aigües, amb encavallades de melis; actualment només en resta el fossat del pla de les vies.